# Marika Rökk
Marika Rökk, född 3 november 1913 i Kairo, död 16 maj 2004 i Baden, var en tysk-österrikisk skådespelare av ungersk börd.

## Biografi
Rökks föräldrar var den ungerske arkitekten Eduard Rökk och hans fru Maria Karoline Charlotte. Familjen bodde i Budapest och Rökk fick där dansundervisning. År 1924 flyttade de till Paris där Rökk var med i Moulin Rouges kända dansösgrupp. Mellan 1925 och 1929 hade hon revyer i New York och andra amerikanska städer. 1930 var hon åter tillbaka i Europa med shower i Monte Carlo, Cannes, Paris, London och Ungern.
Hennes första mindre roll i en film var 1930 i Why Sailors Leave Home. År 1934 undertecknade Rökk ett fördrag med det tyska bolaget Universum Film AG. Hon var sedan med i flera revyfilmer och fick stjärnstatus i Tyskland. År 1941 hade hon huvudrollen i Tysklands första färgfilm, Frauen sind doch bessere Diplomaten.
Då hon var med i några nationalsocialistiska propagandafilmer fick hon tidvis uppträdandeförbud efter andra världskriget. Hennes första film efter kriget var Fregola (1948). Hon satsade åter på revyer, musical, dansföreställningar och sjöng operetter.
Rökk var från 1940 till 1968 gift med regissören Georg Jacoby. Sedan ingick hon äktenskap med skådespelaren och regissören Fred Raul.